# 多荚草
多荚草（学名：Polycarpon prostratum）是石竹科多荚草属的植物。分布在亚洲和非洲热带地区以及中国大陆的海南、云南、广东、福建、广西等地，生长于海拔350米至1,500米的地区，多生于农田中，目前尚未由人工引种栽培。

## 异名
- Polycarpon indicum (Retz.) Merr.